# 砲塔四五口径四〇糎加農砲
砲塔四十五口径四十糎加農は、大日本帝国陸軍が保有していた砲塔形式の加農砲である。

## 概要
1922年（大正11年）、ワシントン海軍軍縮条約の実施により、条約締結国は主力艦の保有数を制限することとなり、これに伴って日本でも多数の戦艦・巡洋戦艦等が廃艦や建造中止または他艦種へ転用となった。
廃艦となる主力艦や、八八艦隊計画で建造中だった戦艦 加賀･土佐、巡洋戦艦 天城･赤城の主砲については、撤去・陸揚後に全てを保管するのは不可能であり、大部分は廃棄とせざるを得ない状況にあった。
一方、同時期の日本陸軍は、明治建軍以来の旧式化していた海岸要塞砲を更新し威力を増大するため、新型の大口径加農砲を呉海軍工廠に発注していた。このような状況下で、廃棄の運命にある海軍の艦砲を転用することで経済的に陸軍の海岸要塞砲の更新を実現できることから、陸海軍間で協議が行われ、陸軍は新型大口径加農砲の製造を取り止め、利用可能な艦砲を海軍から移管することとなった（保管転換海軍砲）。
この計画の一環として、戦艦土佐の1、2番砲と巡洋戦艦赤城の1、4、5番砲も陸軍への移管対象として選定され、下表のように要塞に設置された。陸軍での名称は「砲塔四十五口径四十糎加農」と定められた。
陸軍への移管に際しては海軍も好意的な対応を取り計らい、砲1門につき砲弾100発を添えて陸軍へ送呈され、改造や据付工事についても海軍工廠による協力がなされた。
改修・設置については、改修内容をなるべく最小限にとどめて艦砲と同様な形で設置することとされ、弾薬庫についても艦砲と同様に地下の砲塔基部の周囲に設けられた。また、海軍の砲塔砲は搭載艦の動力源による水圧駆動で俯仰・旋回動作を行い、電力・圧縮空気も艦内から供給されていたことから、要塞砲としての設置にあたり、これらの動力源を確保するため砲塔の地下に動力室を設け、内燃機関で駆動する水圧ポンプや発電機、空気圧縮機を設置した。一号砲の例では水圧動力源として75馬力ディーゼルエンジンと60馬力水圧ポンプ3組、電力・空気源として32馬力ガソリンエンジンと3.7kW発電機+150気圧空気圧縮機1組及び8馬力ガソリンエンジンと3.7kW発電機+85気圧空気圧縮機1組が砲塔地下の動力室に備えられた。
砲塔の装甲板厚は前面305mm、側面・後面190-230mm、天蓋127-152mmであった。
観測具として電気誘導式の八八式海岸射撃具が設置され、砲塔と主観測所・分観測所は算定具に電気的に接続された。
| 口径       | 41 cm                         |
| 重量       | 1・3号砲 781.8 t 2号砲 977.7t |
| 高低射界度 | −2 〜 +35°                    |
| 方向射界度 | 300度                         |
| 初速       | 760 m/秒                      |
| 射程       | 30.3 km                       |
| 砲身長     | 1384 cm                       |

## 設置場所

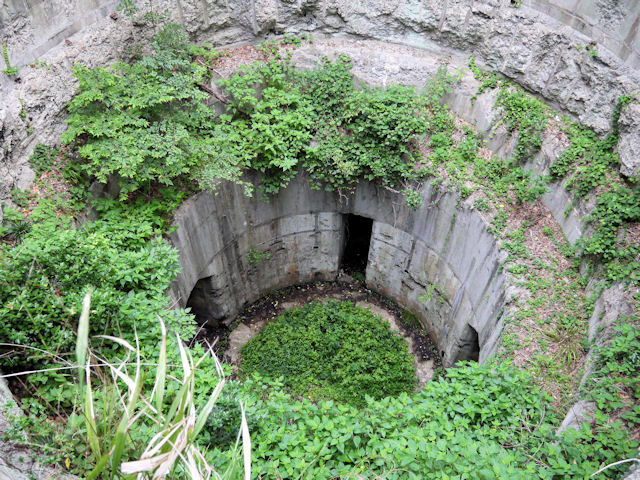
豊砲台砲塔基部

| 番号   | 搭載予定艦艦種 | 艦名 | 砲塔     | 設置砲台 |
| ------ | -------------- | ---- | -------- | --- |
| 一号砲 | 戦艦           | 土佐 | 二番砲塔 | 鎮海湾張子嶝砲台 昭和5年完成 |
| 二号砲 | 巡洋戦艦       | 赤城 | 一番砲塔 | 壹岐黒崎砲台 昭和6年完成 |
| 三号砲 | 戦艦           | 土佐 | 一番砲塔 | 対馬豊砲台 昭和8年完成 |
| 四号砲 | 巡洋戦艦       | 赤城 | 四番砲塔 | 未設置 対馬豆酘崎砲台予定（陸軍仕様砲塔に改修済。広島陸軍兵器補給廠に保管されたまま終戦）                                                  |
| 五号砲 | 巡洋戦艦       | 赤城 | 五番砲塔 | 未設置 対馬棹崎砲台予定（陸軍仕様砲塔改修も未実施のまま左右砲身は広島陸軍兵器補給廠に保管）                                                |
| 六号砲 | 巡洋戦艦       |      |          | 未設置 鎮海湾長承浦砲台予定（バラの完成砲身、天城一番（左）、天城二番（左）（右）、赤城二番（右）の内の2本を使用）広島陸軍兵器補給廠に保管 |
| 七号砲 | 巡洋戦艦       |      |          | 未設置 壱岐若宮島砲台予定（バラの完成砲身、天城一番（左）、天城二番（左）（右）、赤城二番（右）の内の2本を使用）広島陸軍兵器補給廠に保管   |